# Giovanni I di Kleve
Giovanni I, in tedesco Johann I. (Kleve-Mark) (16 febbraio 1419 – 5 settembre 1481), fu il secondo duca di Kleve e conte di Mark dal 1448 fino alla sua morte.

## Origine
Secondo il WERNHERI TESCHENMACHERI AB ELVERFELDT ANNALES CLIVIAE, JULIAE, Giovanni era il figlio primogenito del duca di Kleve e conte di Mark Adolfo I e della sua seconda moglie Maria di Borgogna, figlia secondogenita del duca di Borgogna, conte di Borgogna (Franca Contea), Artois e Fiandre, Giovanni senza Paura e Margherita di Baviera.
Secondo il WERNHERI TESCHENMACHERI AB ELVERFELDT ANNALES CLIVIAE, JULIAE Adolfo I di Kleve era il figlio primogenito di Adolfo conte di Kleve (Adolfo I) e futuro conte della contea di Mark (Adolfo III), e della moglie, Margherita di Berg (uxor Margaretha Montana), che secondo il documento n°684 del Urkundenbuch für die Geschichte des Niederrheins, Volume 3, datato dicembre 1368, era sorella di Guglielmo II, conte di Ravensberg e conte di Berg(Margareta des vurg. greuen Wilhelms suster, ouch greuinne der vurgenanten lande), quindi figlia del conte di Ravensberg e conte di Berg, Gerardo e della moglie, Margherita di Ravensberg che, secondo il documento n°XCIV del Ravensberg Codex era figlia del conte di Ravensberg, Ottone IV e della moglie, Margherita di Berg, erede della contea di Berg.

## Biografia

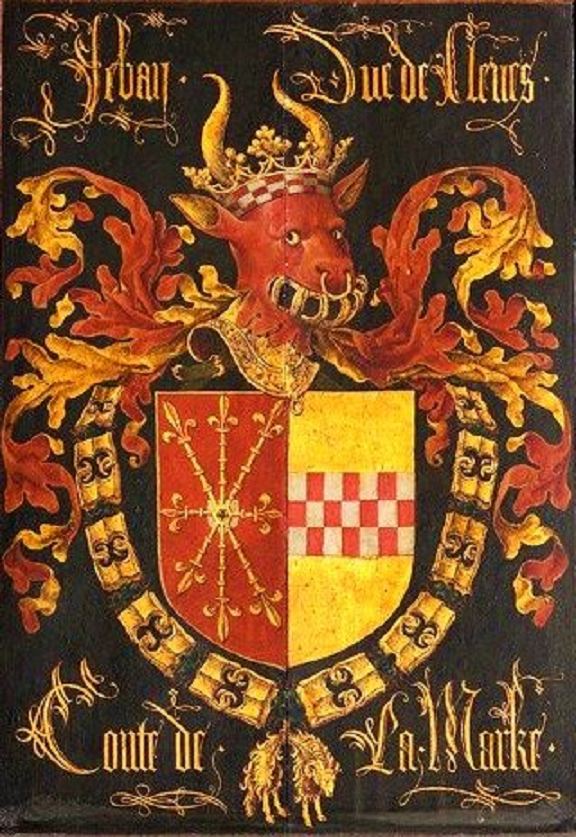
Armi di Giovanni I.

Giovanni nacque due anni dopo che suo padre, Adolfo I, nel 1417, era stato riconosciuto duca di Kleve, dal re di Germania, Sigismondo di Lussemburgo (vedi documento n°LXXVII del Codex Diplomaticus del WERNHERI TESCHENMACHERI AB ELVERFELDT ANNALES CLIVIAE, JULIAE), infatti sempre secondo il WERNHERI TESCHENMACHERI AB ELVERFELDT ANNALES CLIVIAE, JULIAE, Giovanni era nato il 16 febbraio 1419, lo stesso anno in cui il nonno, Giovanni di Borgogna detto il senza Paura, veniva ucciso, e, nei suoi titoli gli succedeva il figlio, Filippo il Buono.
Giovanni fu inviato dal padre alla corte dello zio materno, il duca Filippo di Borgogna, all'età di nove anni, e fu istruito sugli elementi di conoscenza oltre che in latino e francese a Gand fino all'età di diciotto anni ha ricevuto il soprannome di "il bambino di Gand".
In quegli anni suo zio Gerardo reclamava una parte di eredità nella contea di Mark, e, ottenuto il sostegno dell'arcivescovo di Colonia Dietrich II von Moers, al quale promise alcuni territori, Gerardo entrò in guerra contro suo padre, Adolfo I, con alterne fortune. Nel 1430 i fratelli fecero pace, e, con l'accordo del 30 agosto 1430, a Gerardo fu concessa la proprietà della contea di Mark per sei anni e, dopo la scadenza del 27 luglio 1437, gli fu concessa a vita, salvo ritorno al duca di Cleve dopo la sua morte; a Gerardo fu concesso il titolo di conte reggente di Mark.
Nel 1438 scortò la sorella Agnese in Navarra per le nozze con Carlo di Viana, erede del regno di Navarra.
Suo padre, Adolfo I, morì il 23 settembre 1448, cinque giorni dopo avere appreso la notizia di un attacco perpetrato da Giovanni contro l'arcivescovo di Colonia Dietrich II von Moers, per il possesso del castello di Kaiserswerth, che aveva portato alla guerra di Soest (1443-1449); Adolfo I fu sepolto nel monastero certosino da lui fondato sull'isola vicino a Wesel.
Nei suoi titoli gli succedette Giovanni come Giovanni I.
Giovanni, il 7 settembre 1449, ricevette l'investitura per il ducato di Kleve e la Contea di Mark, dal re di Germania Federico III d'Asburgo.
Nel 1450 Giovanni iniziò un pellegrinaggio in Terra santa attraverso i Paesi Bassi borgognoni, Champagne, Borgogna e Venezia, da cui egli dopo diverse visite a Roma e soggiorni di diverse settimane a Napoli, via mare giunse in Palestina, e, poi, per la Quaresima 1451 tornò nel suo ducato, passando per Cipro, Rodi e Candia.
Giovanni poi sostenne una seconda guerra Soest (1462-63) in cui, con il sostegno dalla città di Colonia, si impossessò di Soest e Xanten, sottraendole alla Curie di Colonia.
Giovanni poi fu coinvolto nel guerra di Gheldria: Filippo il Buono, con l'appoggio delle città di Gheldria e di Adolfo, figlio del duca, Arnoldo, nel 1465, aveva rovesciato, imprigionato e sostituito, nel ducato di Gheldria, Arnoldo con Adolfo, come ci viene riportato dal Clivia, Julia, Montia, Marchia, Ravensburgia, antiquae; dopo la morte di Filippo il Buono, nel 1467, il suo successore Carlo il Temerario, dopo il fallimento dei negoziati, nel 1471, imprigionò Adolfo, e Arnoldo, nuovamente riconosciuto duca di Gheldria, cedette a Carlo il Temerario il ducato di Gheldria in cambio di 300.000 fiorini renani; Arnoldo morì nel 1473 e Carlo il Temerario, nuovo duca, prese possesso del ducato di Gheldria.
Con la guerra di Geldria Giovanni era riuscito espandere il suo territorio.
Giovanni, prima con lo zio Filippo il Buono e poi con il cugino Carlo il Temerario, era molto legato alla casa di Borgogna, e, dopo la morte di quest'ultimo, a Dornick nel 1477, alla di lui figlia, Maria, partecipando alla guerra (1478–80) che l'arciduca Massimiliano I d'Asburgo, marito di Maria, conduceva contro Caterina la sorella del duca Adolfo di Gheldria, caduto anche lui nel 1477. La conquista del ducato di Gheldria da parte degli alleati, portarono ulteriori vantaggi a Giovanni.
Giovanni morì nel 1481, secondo il WERNHERI TESCHENMACHERI AB ELVERFELDT ANNALES CLIVIAE, JULIAE il 5 settembre, e fu tumulato nella chiesa di Kleve, dove venne raggiunto due anni dopo dalla moglie, Elisabetta di Nevers.
A Giovanni succedette il figlio primogenito, anche lui di nome Giovanni.

## Matrimonio e discendenza
Secondo il WERNHERI TESCHENMACHERI AB ELVERFELDT ANNALES CLIVIAE, JULIAE, Giovanni il 27 marzo 1455, Giovanni aveva sposato Elisabetta di Nevers figlia di Giovanni II, conte di Nevers e di Jacqueline, figlia unica ed erede di Raoul d'Ailly e di Giacomina figlia di Vidami d'Amiens; secondo altri il matrimonio fu celebrato 22 aprile di quello stesso anno; il contratto di matrimonio era stato redatto a Bruges, il 25 marzo di quello stesso anno, come ci viene confermato dal Inventaire des titres de Nevers.
Giovanni da Elisabetta ebbe sei figli:
- Giovanni (13 aprile 1458 – 15 marzo 1521)[22], terzo duca di Kleve e conte di Mark[17]; sposò il 3 novembre 1489 Matilda d'Assia;
- Adolfo (18 aprile 1461 – 1525), canonico a Liegi[22];
- Engilberto (26 settembre 1462 – 21 novembre 1506), conte di Nevers[22]; sposò il 23 febbraio 1489 Carlotta di Bourbon-Vendôme
- Teodorico (29 giugno 1464 - ?), conte di Valois, morto senza discendenza[22];
- Maria (8 agosto 1465 – 7 ottobre 1513), che fu fidanzata ad Adolfo, figlio del conte di Ravensberg, duca di Jülich e di Berg, Gerardo di Jülich-Berg e della moglie, Sophia di Sassonia-Lauenburg, che morì giovane, prima del matrimonio, a seguito di una ferita riportata in un duello con Friedrich von Sombreff, signore di Kerpen, al castello di Tomberg, nell'Eifel, e Maria non ebbe marito[22];
- Filippo (1º gennaio 1467 – 5 marzo 1505) vescovo di Nevers, di Amiens e di Autun[22].

## Ascendenza
|                       |                        |                              | Genitori                   |  |  | Nonni |  |  | Bisnonni          |  |  | Trisnonni                 |  |
|                       |                        |                              |                            |  |  |       |  |  | Adolfo II di Mark |  |  | Engelberto II de la Marca |  |
|                       |                        |                              |                            |  |  |       |  |  | Adolfo II di Mark |  |  | Engelberto II de la Marca |  |
|                       |                        | Matilde d'Arenberg           |                            |  |  |       |  |  | Adolfo II di Mark |  |  |                           |  |
| Adolfo III di Mark    |                        |                              |                            |  |  |       |  |  | Adolfo II di Mark |  |  |                           |  |
|                       |                        | Margherita di Kleve          | Teodorico VII di Kleve     |  |  |       |  |  |                   |  |  |                           |  |
|                       |                        | Margherita di Kleve          | Teodorico VII di Kleve     |  |  |       |  |  |                   |  |  |                           |  |
|                       |                        | Margherita di Kleve          | Margherita di Gheldria     |  |  |       |  |  |                   |  |  |                           |  |
| Adolfo I di Kleve     |                        | Margherita di Kleve          |                            |  |  |       |  |  |                   |  |  |                           |  |
|                       |                        | Gerardo di Berg              | Guglielmo I di Jülich      |  |  |       |  |  |                   |  |  |                           |  |
|                       |                        | Gerardo di Berg              | Guglielmo I di Jülich      |  |  |       |  |  |                   |  |  |                           |  |
|                       |                        | Gerardo di Berg              | Giovanna di Hainaut        |  |  |       |  |  |                   |  |  |                           |  |
| Margherita di Berg    |                        | Gerardo di Berg              |                            |  |  |       |  |  |                   |  |  |                           |  |
|                       |                        | Margherita di Ravensberg     | Ottone IV di Ravensberg    |  |  |       |  |  |                   |  |  |                           |  |
|                       |                        | Margherita di Ravensberg     | Ottone IV di Ravensberg    |  |  |       |  |  |                   |  |  |                           |  |
|                       |                        | Margherita di Ravensberg     | Margherita di Berg-Windeck |  |  |       |  |  |                   |  |  |                           |  |
| Giovanni I di Kleve   |                        | Margherita di Ravensberg     |                            |  |  |       |  |  |                   |  |  |                           |  |
|                       | Filippo II di Borgogna | Giovanni II di Francia       |                            |  |  |       |  |  |                   |  |  |                           |  |
|                       | Filippo II di Borgogna | Giovanni II di Francia       |                            |  |  |       |  |  |                   |  |  |                           |  |
|                       | Filippo II di Borgogna | Bona di Lussemburgo          |                            |  |  |       |  |  |                   |  |  |                           |  |
| Giovanni di Borgogna  | Filippo II di Borgogna |                              |                            |  |  |       |  |  |                   |  |  |                           |  |
|                       |                        | Margherita III delle Fiandre | Luigi II di Fiandra        |  |  |       |  |  |                   |  |  |                           |  |
|                       |                        | Margherita III delle Fiandre | Luigi II di Fiandra        |  |  |       |  |  |                   |  |  |                           |  |
|                       |                        | Margherita III delle Fiandre | Margherita di Brabante     |  |  |       |  |  |                   |  |  |                           |  |
| Maria di Borgogna     |                        | Margherita III delle Fiandre |                            |  |  |       |  |  |                   |  |  |                           |  |
|                       |                        | Alberto I di Baviera         | Ludovico il Bavaro         |  |  |       |  |  |                   |  |  |                           |  |
|                       |                        | Alberto I di Baviera         | Ludovico il Bavaro         |  |  |       |  |  |                   |  |  |                           |  |
|                       |                        | Alberto I di Baviera         | Margherita II di Hainaut   |  |  |       |  |  |                   |  |  |                           |  |
| Margherita di Baviera |                        | Alberto I di Baviera         |                            |  |  |       |  |  |                   |  |  |                           |  |
|                       |                        | Margherita di Brieg          | Ludovico I il Giusto       |  |  |       |  |  |                   |  |  |                           |  |
|                       |                        | Margherita di Brieg          | Ludovico I il Giusto       |  |  |       |  |  |                   |  |  |                           |  |
|                       |                        | Margherita di Brieg          | Agnese di Sagan            |  |  |       |  |  |                   |  |  |                           |  |
|                       |                        | Margherita di Brieg          |                            |  |  |       |  |  |                   |  |  |                           |  |

### Fonti primarie
- (LA)  Inventaire des titres de Nevers.
- (LA)  (NL)  Urkundenbuch für die Geschichte des Niederrheins, Volume 3.
- (LA)  (NL)  WERNHERI TESCHENMACHERI AB ELVERFELDT ANNALES CLIVIAE, JULIAE.
- (LA)  Clivia, Julia, Montia, Marchia, Ravensburgia, antiquae.

### Letteratura storiografica
- (DE)  Adolf I. (Graf von der Mark), da Allgemeine Deutsche Biographie
- (DE)  Johann I. (Herzog von Kleve), da Allgemeine Deutsche Biographie